# Psilochilus physurifolius
Psilochilus physurifolius är en orkidéart som först beskrevs av Heinrich Gustav Reichenbach, och fick sitt nu gällande namn av Bernt Løjtnant. Psilochilus physurifolius ingår i släktet Psilochilus och familjen orkidéer. Inga underarter finns listade i Catalogue of Life.